# Pilo (mitología)
En la mitología griega, Pilo (en griego Πύλος) es el nombre de varios personajes. No se sabe si son personajes diferentes o el mismo en distintas tradiciones.

#### Hijo de Ares
Uno de ellos fue un hijo de Ares, el dios de la guerra, y de Demonice, la hija de Agenor. Sus hermanos fueron Eveno, Molo y Testio. Se dice que este Pilo es el héroe epónimo de Pilene, en Etolia.

#### Hijo de Partaón
Otro fue uno de los cinco hijos de Partaón y Éurite, y por lo tanto es hermano de Eneo.